# Pallacanestro Olimpia Milano 2004-2005
Questa voce raccoglie le informazioni riguardanti la Pallacanestro Olimpia Milano nelle competizioni ufficiali della stagione 2004-2005.

## Verdetti stagionali
Competizioni nazionali
- Serie A 2004-2005:

regular season: 4ª classificata su 18 squadre (24 partite vinte su 34),
play off: finalista (1-3 vs Fortitudo Bologna)
- Coppa Italia 2005: quarti di finale (vs. Pallacanestro Reggiana) [1]

## Stagione
La stagione 2004-2005 della Pallacanestro Olimpia Milano sponsorizzata Armani Jeans, è la 72ª nel massimo campionato italiano di pallacanestro, la Serie A.
All'inizio della nuova stagione la Lega Basket decise di modificare il regolamento riguardo al numero di giocatori extracomunitari consentiti per ogni squadra che così passò a tre.
Nell'estate 2004 la proprietà Corbelli viene affiancata da nuovi soci che scongiurano una crisi societaria  fra cui anche Milan e Inter.
Sponsorizzata Armani Jeans l'Olimpia è guidata dal coach Lino Lardo proveniente dall'esperienza con Reggio Calabria .
L'Olimpia si qualifica alle Final Eight di Coppa Italia dove viene eliminata nei quarti di finale dalla Bipop Carire Reggio Emilia.
Nei play off dopo aver eliminato Cantù (3 a 0) e Treviso (3 a 2) viene sconfitta in finale dalla Fortitudo Bologna per tre gare a una. Nella partita decisiva, giocata il 16 giugno 2005 al Mediolanum Forum di Milano, i bolognesi vinsero per 65-67, grazie ad un tiro da tre punti di Rubén Douglas sul suono della sirena. Per confermare il canestro, l'arbitro Carmelo Paternicò fece ricorso all'instant replay, introdotto nei play-off italiani proprio quell'anno.

## Organigramma societario
Area tecnica 
- Allenatore: Lino Lardo
- Assistenti:	Mario FIORETTI e Enrico MONTEFUSCO
- Preparatore Atletico:	Simone LASSINI
- Medici Sociali:	Bruno CARù, Davide SUSTA
- Massaggiatore:	Attilio COLOMBO

Dirigenza
- Presidente:	Giorgio Corbelli
- Presidente Onorario: Cesare Rubini
- Vicepresidente:	Paolo FRANCIA
- Amministratore Delegato:	Edoardo CEOLA
- Direttore Generale:	Gino NATALI
- Team Manager: Marco Baldi
- Segretaria Generale:	Cinzia LAURO
- Relazioni Esterne e Marketing:	Emanuele ARENA
- Addetto stampa:	Matteo MANTICA
- Segreteria:	Giorgio SCOPECE
- Segreteria:	Barbara ZONCADA
- Resp. Settore Giovanile:	Gianni VILLA

## Roster
Aggiornato al 16 dicembre 2021.
| Armani Jeans Milano 2004-2005 | Armani Jeans Milano 2004-2005 |
| Giocatori                     | Staff tecnico                 |
| ----------------------------- | ----------------------------- |

| N. | Naz.                                               | Ruolo | Nome                   | Anno | Alt.   | Peso   |  |
| -- | -------------------------------------------------- | ----- | ---------------------- | ---- | ------ | ------ |  |
| 5  | Italia (bandiera)                                  | C     | Marco De Lorenzo       | 1985 | 201 cm |        |  |
| 6  | Germania (bandiera)                                | AG    | Sven Schultze          | 1978 | 208 cm | 110 kg |  |
| 7  | Italia (bandiera)                                  | P     | Stefano Mercante       | 1987 | 186 cm | 75 kg  |  |
| 8  | Italia (bandiera)                                  | P     | Claudio Coldebella (C) | 1968 | 198 cm |        |  |
| 9  | Stati Uniti (bandiera)                             | P     | Jerry McCullough       | 1973 | 178 cm | 80 kg  |  |
| 10 | Stati Uniti (bandiera)                             | A     | James Singleton        | 1981 | 203 cm | 104 kg |  |
| 11 | Italia (bandiera)                                  | C     | Paolo Alberti          | 1972 | 206 cm | 115 kg |  |
| 12 | Slovenia (bandiera)                                | AG    | Marko Maravič          | 1979 | 203 cm | 95 kg  |  |
| 13 | Spagna (bandiera)                                  | AG    | Diego Fajardo          | 1976 | 208 cm | 105 kg |  |
| 14 | Italia (bandiera)                                  | AC    | Alessandro Priuli      | 1986 | 200 cm |        |  |
| 15 | Stati Uniti (bandiera)                             | C     | Joseph Blair           | 1974 | 210 cm | 120 kg |  |
| 16 | Italia (bandiera)                                  | AG    | Luca Matteucci         | 1984 | 200 cm | 100 kg |  |
| 17 | Stati Uniti (bandiera) · Italia (bandiera)         | G     | Dante Calabria         | 1973 | 195 cm | 90 kg  |  |
| 18 | Argentina (bandiera) · Italia (bandiera)           | A     | Mario Gigena           | 1977 | 197 cm | 98 kg  |  |
| 19 | Serbia e Montenegro (bandiera) · Spagna (bandiera) | P     | Aleksandar Đorđević    | 1967 | 188 cm | 90 kg  |  |
| 20 | Italia (bandiera)                                  | G     | Daniele Cavaliero      | 1984 | 188 cm | 80 kg  |  |
| -  | Italia (bandiera)                                  | G     | Simone Ferrarese       | 1987 | 183 cm |        |  |

| Allenatore                                                                                |
| - Lino Lardo                                                                              |
| Assistente/i                                                                              |
| - Mario Fioretti - Enrico Montefusco Legenda - (C) Capitano - (IN) Inattivo - Infortunato |

## Mercato

### Sessione estiva
| Acquisti | Acquisti          | Acquisti          | Acquisti   | Acquisti |
| R.       | Nome              | da                | Modalità   |          |
| -------- | ----------------- | ----------------- | ---------- | -------- |
| C        | Joseph Blair      | Ülkerspor         | definitivo |          |
| G        | Dante Calabria    | Pall. Cantù       | definitivo |          |
| AG       | Marko Maravič     | Olimpija Lubiana  | definitivo |          |
| A        | James Singleton   | Jesi Academy      | definitivo |          |
| P        | Jerry McCullough  | Pall. Varese      | definitivo |          |
| G        | Daniele Cavaliero | Pall. Trieste     | definitivo |          |
| C        | Paolo Alberti     | Viola R. Calabria | definitivo |          |
| AG       | Diego Fajardo     | Viola R. Calabria | definitivo |          |

| Cessioni | Cessioni         | Cessioni           | Cessioni       | Cessioni |
| R.       | Nome             | a                  | Modalità       |          |
| -------- | ---------------- | ------------------ | -------------- | -------- |
| G        | Lonnie Cooper    | Pall. Pavia        | fine contratto |          |
| C        | Ken Lacey        | Pall. Reggiana     | fine contratto |          |
| AG       | Manuel Vanuzzo   | Aironi Novara      | fine contratto |          |
| GA       | Giacomo Devecchi | Sutor Montegranaro | fine contratto |          |
| C        | Rod Sellers      | Tenerife           | fine contratto |          |
| G        | Hugo Sconochini  | Virtus Roma        | fine contratto |          |
| AG       | Martin Rančík    | Fortitudo Bologna  | fine contratto |          |
| P        | Beno Udrih       | San Antonio Spurs  | fine contratto |          |

### Dopo l'inizio della stagione
| Acquisti | Acquisti            | Acquisti         | Acquisti         | Acquisti   |
| R.       | Nome                | da               | Data             | Modalità   |
| -------- | ------------------- | ---------------- | ---------------- | ---------- |
| P        | Aleksandar Đorđević | V.L. Pesaro      | 25 febbraio 2005 | definitivo |
| AG       | Sven Schultze       | Bayer Leverkusen | 28 aprile 2005   | definitivo |

| Cessioni | Cessioni | Cessioni | Cessioni | Cessioni |
| R.       | Nome     | a        | Data     | Modalità |
| -------- | -------- | -------- | -------- | -------- |

### Serie A

#### Stagione regolare

##### Girone d'andata
| Arbitri: | Colucci Seghetti Crescenti |

|              |            |            |
| Luigi Gresta | Allenatori | Lino Lardo |

| Arbitri: | Paternicò Di Modica Pozzana |

|            |            |                |
| Lino Lardo | Allenatori | Zare Markovski |

| Arbitri: | Sabetta Lo Guzzo Sahin |

|            |            |                     |
| Lino Lardo | Allenatori | Alessandro Giuliani |

| Arbitri: | Facchini Chiari Pascotto |

|               |            |            |
| Jasmin Repeša | Allenatori | Lino Lardo |

| Arbitri: | Lamonica Filippini Sardella |

|                    |            |            |
| Stefano Sacripanti | Allenatori | Lino Lardo |

| Arbitri: | Tola Mattioli Anesin |

|            |            |               |
| Lino Lardo | Allenatori | Andrea Mazzon |

| Arbitri: | D'Este Nardecchia Di Modica |

|                 |            |            |
| Cesare Pancotto | Allenatori | Lino Lardo |

| Arbitri: | Colucci Ramilli Pascotto |

|            |            |               |
| Lino Lardo | Allenatori | Neven Spahija |

| Arbitri: | Cerebuch Ursi Vianello |

|                |            |            |
| Ettore Messina | Allenatori | Lino Lardo |

| Arbitri: | Taurino Mattioli Lo Guzzo |

|              |            |            |
| Piero Bucchi | Allenatori | Lino Lardo |

| Arbitri: | Paternicò Seghetti Sahin |

|            |            |               |
| Lino Lardo | Allenatori | Rubén Magnano |

| Arbitri: | Cerebuch Begnis Sardella |

|            |            |                    |
| Lino Lardo | Allenatori | Walter De Raffaele |

| Arbitri: | Lamonica Lo Guzzo Ramilli |

|              |            |            |
| Phil Melillo | Allenatori | Lino Lardo |

| Arbitri: | Facchini Sabetta Vianello |

|                 |            |            |
| Carlo Recalcati | Allenatori | Lino Lardo |

| Arbitri: | Taurino Chiari Crescenti |

|            |            |                    |
| Lino Lardo | Allenatori | Alessandro Ramagli |

| Arbitri: | Grossi Lo Guzzo Mastrantoni |

|            |            |                 |
| Lino Lardo | Allenatori | Fabrizio Frates |

| Arbitri: | Colucci Reatto Tullio |

|                   |            |            |
| Teoman Alibegović | Allenatori | Lino Lardo |

##### Girone di ritorno
| Arbitri: | Facchini Di Modica Duranti |

|            |            |                  |
| Lino Lardo | Allenatori | Slobodan Subotić |

| Arbitri: | Tola Corrias Giansanti |

|                |            |            |
| Zare Markovski | Allenatori | Lino Lardo |

| Arbitri: | Taurino Nardecchia Pozzana |

|                     |            |            |
| Alessandro Giuliani | Allenatori | Lino Lardo |

| Arbitri: | Colucci Lamonica Ursi |

|            |            |               |
| Lino Lardo | Allenatori | Jasmin Repeša |

| Arbitri: | D'Este Cerebuch Mattioli |

|            |            |                    |
| Lino Lardo | Allenatori | Stefano Sacripanti |

| Arbitri: | Facchini Taurino Sardella |

|                   |            |            |
| Maurizio Bartocci | Allenatori | Lino Lardo |

| Arbitri: | Tola Pozzana Capurro |

|            |            |                 |
| Lino Lardo | Allenatori | Cesare Pancotto |

| Arbitri: | Filippini Grossi Anesin |

|               |            |            |
| Neven Spahija | Allenatori | Lino Lardo |

| Arbitri: | Paternicò Sabetta Mattioli |

|            |            |                |
| Lino Lardo | Allenatori | Ettore Messina |

| Arbitri: | Cerebuch Seghetti Ursi |

|            |            |                 |
| Lino Lardo | Allenatori | Svetislav Pešić |

| Arbitri: | Tola Ramilli Anesin |

|                    |            |            |
| Walter De Raffaele | Allenatori | Lino Lardo |

| Arbitri: | Facchini Duranti Giansanti |

|               |            |            |
| Rubén Magnano | Allenatori | Lino Lardo |

| Arbitri: | Taurino Grossi Di Modica |

|            |            |              |
| Lino Lardo | Allenatori | Marco Crespi |

| Arbitri: | Pozzana Filippini Chiari |

|            |            |                 |
| Lino Lardo | Allenatori | Carlo Recalcati |

| Arbitri: | Paternicò Ursi Sahin |

|                    |            |            |
| Alessandro Ramagli | Allenatori | Lino Lardo |

| Arbitri: | Cerebuch Duranti Corrias |

|                 |            |            |
| Fabrizio Frates | Allenatori | Lino Lardo |

| Arbitri: | Tola Seghetti Mastrantoni |

|            |            |                   |
| Lino Lardo | Allenatori | Teoman Alibegović |

#### Play-off

##### Quarti di finale
| Arbitri: | Paternicò Taurino Ursi |

|            |            |                    |
| Lino Lardo | Allenatori | Stefano Sacripanti |

| Arbitri: | Lamonica Filippini Grossi |

|                    |            |            |
| Stefano Sacripanti | Allenatori | Lino Lardo |

| Arbitri: | Facchini Sabetta Chiari |

|            |            |                    |
| Lino Lardo | Allenatori | Stefano Sacripanti |

##### Semifinale
| Arbitri: | Facchini Tola Sabetta |

|                |            |            |
| Ettore Messina | Allenatori | Lino Lardo |

| Arbitri: | Paternicò Taurino Seghetti |

|            |            |                |
| Lino Lardo | Allenatori | Ettore Messina |

| Arbitri: | Lamonica Filippini Grossi |

|                |            |            |
| Ettore Messina | Allenatori | Lino Lardo |

| Arbitri: | Facchini Taurino Tola |

|            |            |                |
| Lino Lardo | Allenatori | Ettore Messina |

| Arbitri: | Paternicò Filippini Grossi |

|                |            |            |
| Ettore Messina | Allenatori | Lino Lardo |

##### Finale
| Arbitri: | Lamonica Taurino Chiari |

|               |            |            |
| Jasmin Repeša | Allenatori | Lino Lardo |

| Arbitri: | Paternicò Tola Seghetti |

|            |            |               |
| Lino Lardo | Allenatori | Jasmin Repeša |

| Arbitri: | Facchini Sabetta Grossi |

|               |            |            |
| Jasmin Repeša | Allenatori | Lino Lardo |

| Arbitri: | Lamonica Paternicò Ursi |

|            |            |               |
| Lino Lardo | Allenatori | Jasmin Repeša |

### Coppa Italia
| Forlì 17 febbraio 2005, ore 18:00 Quarti di finale | Pall. Reggiana | 74 – 66    | Olimpia Milano | PalaGalassi |
| Fabrizio Frates Allenatori Lino Lardo              |                |            |                |             |
|                                                    |                |            |                |             |
| Fabrizio Frates                                    | Allenatori     | Lino Lardo |                |             |